# 고몬티아과
고몬티아과(Gomontiaceae)는 갈파래강 초록실말목에 속하는 녹조류과의 하나이다. 4속 14종으로 이루어져 있다. 공초록혹(Collinsiella cava) 등을 포함하고 있다.

## 하위 속
- Chlorojackia
- 초록혹속 (Collinsiella)
- Eugomontia
- Gomontia